# Arrohattocs
Les Arrohattocs, parfois également orthographié Arrohatecks, sont une ancienne tribu amérindienne du comté de Henrico, en Virginie, aux États-Unis, aujourd'hui éteinte. Au moment de son contact avec les Européens, en 1607, la tribu était dirigée par le chef Ashuaquid et faisait partie de la Confédération Powhatan. Leur village principal était situé sur la rivière James, son emplacement est aujourd'hui dans le comté de Henrico, en Virginie.

## Histoire
En 1607, la tribu est entrée en contact avec Christopher Newport et John Smith, qui exploraient la région avec un petit groupe d'hommes associés à la Virginia Company de Londres,. Le groupe a été chaleureusement accueilli par les Arrohattocs, une réception qu'ils ont appréciée lorsqu'ils ont continué à remonter la rivière James et sont arrivés dans un autre village, qui était gouverné par le fils du chef Powhatan, Parahunt. La tribu continua également à aider les colons lorsque leur fort fut attaqué par des Amérindiens hostiles plus tard cette même année.
Cependant, au fil du temps, les relations entre les Arrohattocs et les colons anglais se sont détériorées et en 1609, la tribu n'était plus disposée à commercer avec les colons. Alors que la population commençait à diminuer, la tribu déclina et fut mentionnée pour la dernière fois dans un rapport de 1610 par le visiteur William Strachey et en 1611, les installations de la tribu étaient désertes lorsque Sir Thomas Dale vint utiliser le lieu pour fonder la colonie d'Henricus.